# SS Melita
SS Melita byl parník vybudovaný roku 1853 v loděnicích Alexander Denny, kterou ale odkoupilo rejdařství Cunard Line. Původní majitel ji pak získal zpět v roce 1863. Loď měla hrubou prostornost 1 254 BRT, byla 71 m dlouhá a 8,8 m široká. 5. září 1868 loď zachvátil požár a ta shořela.